# Homer va à la fac
Vous lisez un « bon article » labellisé en 2010.
Homer va à la fac (Homer Goes to College) est le 3e épisode de la saison 5 de la série télévisée d'animation Les Simpson. Il a été pour la première fois diffusé aux États-Unis sur la Fox le 14 octobre 1993 et en France sur Canal+ le 24 septembre 1994. Dans cet épisode, il est révélé qu'Homer n'a pas de diplôme, et il est envoyé à l'Université de Springfield pour obtenir un diplôme de physique nucléaire. Homer, qui ne connaît l'université que par le biais de mauvaises comédies, fait le pitre et est mis sous le tutorat d'un groupe de garçons. Ces garçons, qui sont le stéréotype même du nerd, tentent d'aider Homer, mais celui-ci préfère leur apprendre à faire la fête et décide de faire une blague à une université concurrente. Ils volent la mascotte de Springfield A&M, mais ses amis sont pris sur le fait et expulsés. Homer les invite à vivre chez lui, mais sa famille ne supporte rapidement plus ces nouveaux colocataires.
Homer va à la fac a été réalisé par Jim Reardon et est le dernier épisode écrit par Conan O'Brien seul. O'Brien a quitté la série au cours de la production de la saison pour animer sa propre émission, Late Night with Conan O'Brien. Il travaillait sur cet épisode quand il a été informé qu'il avait reçu ce poste et a été forcé de rompre son contrat. Le concept de l'épisode est que Homer tente d'obtenir son diplôme universitaire, mais fonde toute sa connaissance de l'université sur de « mauvais films dérivés d'American College (National Lampoon's Animal House) ».
L'épisode contient certaines références au film Animal House ainsi qu'à Sacré Graal, Star Trek et à la chanson Louie Louie par The Kingsmen, qui est jouée pendant le générique de fin.

## Contenu

### Synopsis
Pendant une inspection surprise à la centrale nucléaire de Springfield menée par l'Autorité de sûreté nucléaire américaine (NRC), Homer est placé dans un module de test qui simule une situation d'urgence. Il n'a aucune idée de ce qu'il doit faire et appuie sur des boutons au hasard, entraînant une fusion du cœur du réacteur bien qu'il n'y ait pas de matériel nucléaire dans le module. Les officiels de la NRC expliquent alors à M. Burns que le travail d'Homer nécessite un diplôme de physique nucléaire et que celui-ci doit retourner à l'université pour conserver son emploi. Homer tente d'entrer dans plusieurs facultés mais échoue à chaque fois. Cependant Burns l'aide à entrer à l'université de Springfield.
Homer ignore totalement l'aspect éducationnel des universités aux États-Unis et se concentre sur les notions préconçues qu'il a acquises au travers de films pour adolescents comme le fictif L'école des gros raplaplas et American College (National Lampoon's Animal House), qui résument la vie universitaire à des farces, des fêtes et des doyens stricts. C'est avec de tels préjugés qu'il essaie d'insulter le doyen de sa faculté, le Doyen Peterson, en pensant qu'il s'agit d'un administrateur dur et conservateur. En réalité, Peterson s'entend bien avec ses étudiants, et est assez jeune. Homer se comporte comme un je-sais-tout en cours et est chargé de montrer comment fonctionne un accélérateur de protons ; ce faisant, il provoque une fusion nucléaire dans la classe.
Le Doyen Peterson le prend à part et lui conseille d'être pris en charge par un tuteur. Bien que réticent, Homer accepte. Les tuteurs se révèlent être trois nerds nommés Benjamin, Doug et Gary. Tous trois tentent d'aider Homer à comprendre le cours de physique, mais celui-ci ne s'implique pas. Au contraire, il décide de leur donner une vie sociale en faisant une blague à l'université rivale, Springfield A&M. La farce implique de kidnapper le cochon mascotte de l'autre faculté, Monsieur Gras-Double. Cependant, Homer rend le cochon malade à cause de la liqueur de malt qu'il lui donne, et Benjamin, Doug et Gary sont tenus responsables de l'incident.
Le doyen est forcé de les expulser, et Homer les invite à s'installer chez lui. Cependant, leurs centres d'intérêt énervent rapidement le reste de la famille, et Marge ordonne à Homer de chasser ses amis, ce qui le pousse à essayer de leur faire réintégrer l'université. Le plan d'Homer implique de tenter de renverser le Doyen Peterson avec sa voiture, mais que les trois nerds le poussent hors de danger au dernier moment, dans l'espoir que le doyen, plein de gratitude, les admette. Le plan échoue et Homer renverse le doyen qui est gravement blessé. À l'hôpital, Homer admet être entièrement responsable des farces, et demande que Benjamin, Doug et Gary soient réintégrés. Le doyen accepte et ne punit pas Homer, décidant d'oublier tout ce qui s'est passé. Les geeks remercient Homer pour son aide et retournent dans leur dortoir.
La fin du semestre approche et Homer n'est pas prêt pour son examen final. Ses amis considèrent que la seule solution est un programme de révisions intensives, et l'aident dans cette tâche. Cependant, Homer échoue. Les geeks ont alors l'idée de modifier la note d'Homer dans le fichier informatique de l'université, et le font, mais Marge le découvre et le force à retourner en cours une nouvelle fois.

### Références culturelles

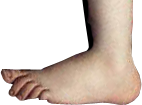
Le gag du canapé met en scène le « Pied de Cupidon » qui apparaissait souvent dans l'émission Monty Python's Flying Circus.

### Production

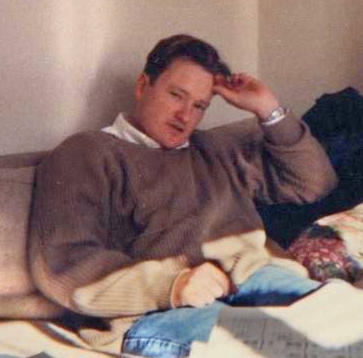
Homer va à la fac est le dernier épisode scénarisé par Conan O'Brien seul.